# Olympische Sommerspiele 1928/Teilnehmer (Monaco)
| Gelbes Symbol für Goldmedaillen mit stilisierten Olympischen Ringen | Graues Symbol für Silbermedaillen mit stilisierten Olympischen Ringen | Braundes Symbol für Bronzemedaillen mit stilisierten Olympischen Ringen |
| ------------------------------------------------------------------- | --------------------------------------------------------------------- | ----------------------------------------------------------------------- |
| —                                                                   | —                                                                     | —                                                                       |

Das Fürstentum Monaco nahm an den Olympischen Sommerspielen 1928 in Amsterdam, Niederlande, mit einer Delegation von zehn Athleten (allesamt Männer) teil.

## Teilnehmer nach Sportarten

### Kunstwettbewerbe
- Michel Ravarino
Baukunst, Städtebauliche Entwürfe
Baukunst, Architektonische Entwürfe

- Marc-César Scotto
Musik, Orchestermusik

- Auguste Philippe Marocco
Kunst, Gemälde

### Leichtathletik
- Gaston Médécin
Weitsprung: 34. Platz in der Qualifikation
Zehnkampf

### Rudern
- Alexandre Devissi
Vierer mit Steuermann: 2. Runde

- Louis Giobergia
Vierer mit Steuermann: 2. Runde

- Charles Gardetto
Vierer mit Steuermann: 2. Runde

- Émile Gardetto
Vierer mit Steuermann: 2. Runde

- Pierre Levesy
Vierer mit Steuermann: 2. Runde

### Segeln
- Émile Barral
12-Fuß-Jolle